# Umschrank
Ein Umschrank ist ein in der Sicherheitstechnik gebräuchliches, schrankartiges Behältnis zur Unterbringung von bestimmten Objekten, die vor unbefugter Benutzung oder Missbrauch geschützt werden sollen.
Ein Umschrank dient in der Regel zu einer all- und öffnungsseitigen Überwachung eines Wertbehältnisses oder einer sogenannten Gefahrenmeldezentrale, wenn diese Gegenstände bzw. Geräte nicht anderweitig dem Zugriff entzogen werden können. Mit einem Umschrank wird das zu schützende Objekt um- oder überbaut.

## Einsatz zur Überwachung von Wertbehältnissen
Bei der Überwachung von Wertbehältnissen, wie z. B. eines Tresores, ermöglicht ein Umschrank den effektiven Einsatz von relativ kostengünstigen und/oder auch zusätzlichen Alarmanlagen, wie zum Beispiel Bewegungsmelder, Körperschallmelder oder Lichtschranken. Der Vorteil liegt darin, dass nur ein relativ kleines und genau definiertes Einzelobjekt (Umschrank) überwacht bzw. gesichert werden muss. Als weiterer Vorteil wird auch angesehen, dass Art, Bauweise und Typus des Wertbehältnisses (Tresores) für Unbefugte verborgen bleiben.
Insbesondere in personenfrequentierten Bereichen werden häufig Umschränke eingesetzt, weil dadurch eine ökonomische Sicherheitstechnik ermöglicht und zudem Falschalarme verhindert oder reduziert werden. Ein bekanntes Einsatzbeispiel hierfür sind die Gehäuse von Geldautomaten, die einen Tresor, einen Industrie-PC und verschiedene Spezialgeräte umschließen.

## Einsatz zur Überwachung von Gefahrenmeldezentralen
Ein Umschrank wird auch häufig bei Gefahrenmelderzentralen eingesetzt, wie zum Beispiel bei Brandmelderzentralen (BMZ), Einbruchmeldeanlagen (EMA) und Haustechnik-Zentralen. Ein bekanntes Einsatzbeispiel für einen sehr kleinen Umschrank sind die Gehäuse von Handfeuermeldern.
In den Umschränken von Gefahrenmeldezentralen werden insbesondere technische Steuerungs- und Überwachungsgeräte, Notrufmelder und -telefone, Einsatzhandbücher für Notfälle, Zugangsschlüssel usw. untergebracht, zusammengefasst und vor unbefugter Benutzung geschützt. Das Bundesamt für Sicherheit in der Informationstechnik (BSI) empfiehlt unter anderem die Unterbringung von zu sichernden Stahlschränken in Umschränken, sofern ein sogenannter Kapazitiver Melder als Überwachungstechnik eingesetzt werden soll.